# Savannah Café
 (juillet 2025).
Si vous disposez d'ouvrages ou d'articles de référence ou si vous connaissez des sites web de qualité traitant du thème abordé ici, merci de compléter l'article en donnant les références utiles à sa vérifiabilité et en les liant à la section « Notes et références ».
Savannah Café est un jeu de société créé en 2001 par Sylvie Barc, Frédéric Bloch et Philippe des Pallières et édité par Jeux Descartes.

## Règle du jeu
Chaque joueur contrôle une équipe de 3 animaux différents : un hippopotame, un lion et une gazelle. Le but de chaque joueur est d'arriver à faire parvenir au moins un animal de son équipe au bout de la piste (faisant 21 cases).
Pour déplacer les animaux, les joueurs devront utiliser des cartes, chaque carte permettant d'effectuer une action avec un animal : la majorité des cartes gazelle n'ont aucun effet mais certaines lui permettent d'avancer de 9 cases, le lion se déplace de 1 à 4 cases et mange toujours les gazelles qu'il arrive à atteindre, les renvoyant au départ. Les hippopotames quant à eux avancent lentement, mais peuvent faire fuir les lions (mais aucune interaction ne peut les faire reculer).
Les animaux ne commencent pas aux mêmes endroits :
- Les gazelles commencent sur la première case de la piste, elles ont donc plus de chemin à parcourir.
- Les lions commencent sur la 2e case, ce qui les empêchant de manger des gazelles tant qu'elles n'ont pas avancé.
- Les hippopotames commencent sur la 3e case, ce qui leur donne moins de chemin à parcourir.

À son tour, chaque joueur prend la première carte de la pioche, sans la regarder puis choisi une option :
- Soit il prend la carte dans sa main, peut la regarder, puis joue une carte afin de revenir à 3 cartes en main.
- Soit il donne cette carte sans la regarder a un autre joueur, lui prend une autre carte, puis il peut jouer une de ses cartes.

Dans les deux cas, la carte qui vient d'être ajoutée à la main (que cette carte vienne de la pioche ou de la main d'un adversaire) peut être jouée. Il est important de préciser que chaque dos de carte possède la tête de l'animal qu'elle permet d'activer, les joueurs peuvent donc tenter de déduire ce que les autres joueurs ont dans leurs mains de 3 cartes ou bien ce qu'il peut y avoir au sommet de la pioche. Par exemple, si un joueur a une carte gazelle, on sait qu'elle permet soit de faire avancer de 9 cases, soit que c'est un 0, mais en aucun cas la carte pourrait faire avancer un lion ou un hippopotame.
Lorsqu'un animal arrive à sortir à l'autre bout de la piste, la partie est remportée par cette équipe.

## Les auteurs
Sylvie Barc et Philippe des Pallières ont collaboré sur de nombreux jeux.
Frédéric Bloch est aussi l'auteur de "Je te croque Odile" aux éditions Delphine Montalant, Queyrac.